# 毛主席語録

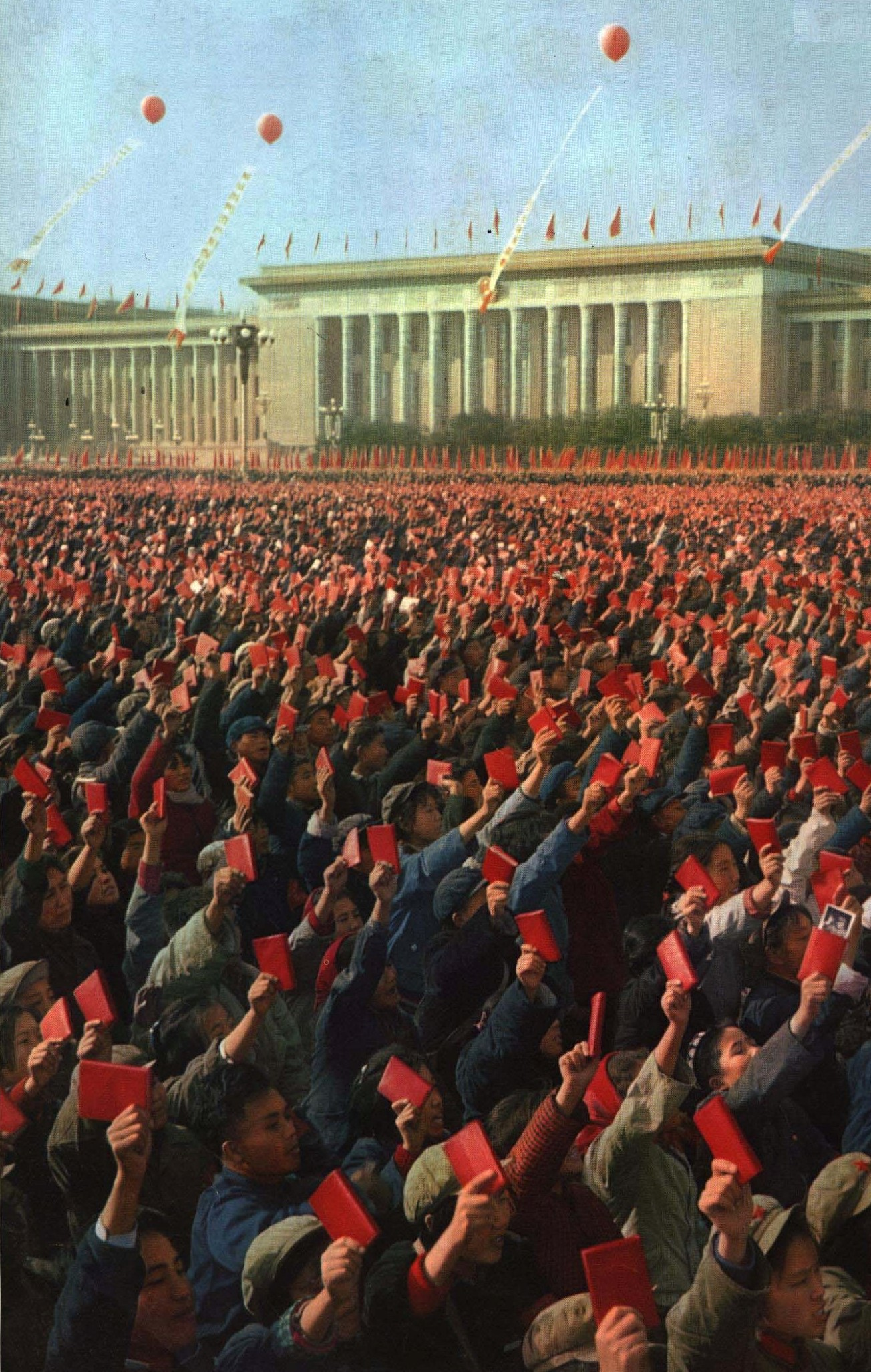
天安門広場で毛主席語録を掲げる紅衛兵（1967年）

『毛主席語録』（もうしゅせきごろく）、また『毛語録』（もうごろく）とは、中華人民共和国を建国した毛沢東共産党主席の様々な言葉から引用し、共産党の指導下で編集された語録である。
日本では一般に『毛沢東語録』（もうたくとうごろく）として知られ、表紙の赤色から中国では「紅宝書」、西側諸国ではLittle Red Bookとも呼ばれる。

## 概要
1964年から1974年頃まで、中国を始め、世界各国で広く読まれ、当時の政治や文化、学生運動に強い影響を与えた本。とくにフランスの五月革命に強い影響を与え、毛沢東はスターリン亡き後の中ソ対立の世界にあって、新しい共産主義世界の指導者と見なされていた。
改革開放後の中国国内では中山服（人民服）とともにオールドファッションなものとなり、懐古的な（とくに文化大革命時の）過去の栄光を現在につたえるものとなっている。
内容は「毛沢東が全く新しい段階に高めたマルクス・レーニン主義」（毛沢東思想）を柱とした語録だけあって、その入門書としてわかりやすく書かれている。

## 刊行の経緯
当初は党副主席兼中華人民共和国元帥の林彪が1964年に人民解放軍向けに編集を命じて刊行されたものであったが、文化大革命（文革）が発動された1966年に一般向けの出版が開始された。まもなく紅衛兵や紅小兵が常に携帯するようになり、紅衛兵の集会で振りかざされるシーンは文革を象徴する光景となった。

## 体裁と目次
1966年から中国で出版されたものは、ポケットに入れて持ち歩くことを想定し、汗で濡れることもあるので表紙は赤色のビニール製であった。刊行よりほどなく赤地に一色刷りの毛沢東の肖像が描かれる表紙が一般的となった。
※以下、外文出版社（北京）刊行の日本語版（1967年の第2版）による。
目次に続いて本文は431ページ。それらの前に以下のようなページがある。
- 「万国のプロレタリア団結せよ!」と横書きで書かれたページ（遊び紙をめくった2ページ目）
- タイトル
- 毛沢東の肖像写真（汚損防止のためのパラフィン紙が前に付いている）
- 林彪による「毛主席の著作を読み、毛主席の話を聞き、毛主席の指示通りに仕事をしよう」という揮毫（裏面に日本語の訳文がある）。
- 林彪の「『毛主席語録』再版のまえがき」と題した1966年12月16日付の文章。
  - 再版から追加されたもので、この中で林彪は「『毛主席語録』の大量出版は、広範な大衆に毛沢東思想を把握させ、わが国人民の思想の革命化を推進するためのきわめて重要な措置である」と記している。なお、1972年刊行の第四版には掲載されていない。

## 改訂と発行終了
1971年に林彪が失脚すると、林彪によるまえがきは削除されたが、発行は続けられた。しかし四人組も失脚した後の1979年2月12日に「林彪が毛沢東思想を断章取義によって捻じ曲げたものであり、四人組の害毒を垂れ流すもの」として公式の発行は停止された。現在でも人気が根強く、書店や通信販売などで購入でき、中国土産として土産物業者が文革当時のタイプを製造販売している。

## 日本語訳
- 訳者不明 『毛主席語録』（外文出版社 北京 1966年）
- 『毛沢東語録』〈Kawade world books〉、和田武司他（訳）、河出書房新社、1966年12月10日。
- 『毛沢東語録』社会主義研究所毛沢東語録研究会（訳）、宮川書房、1966年11月1日。
- 『毛沢東語録 : 付・奪権闘争を論ず』〈角川文庫〉、竹内実（訳）、角川書店、1971年10月25日。（平凡社ライブラリー 1995年）
- 中嶋嶺雄訳 『毛沢東語録』（講談社文庫 1973年）
- 林茉以子訳、WIPジャパン監修 『超訳・毛沢東語録』（ゴマブックス 2013年）

## その他
- 文化大革命中の中華人民共和国では、毛語録の輪読会などが開かれ、会話の折に暗唱されるなど市民生活の隅々にまで行き渡っていた。街角には「語録牌」という、フレーズを抜粋した看板も立てられていた。会合などでは「『語録』の××ページを開いてください。毛主席はわれわれに教えておられます」と引用することもごく普通に行われた。また、紅衛兵や造反（文革）派は攻撃を向ける相手にこれを暗唱させたり、内容の一部を都合よく解釈して批判の材料に使ったりした。外交部長だった陳毅がこうした機会に機知に富んだ返答をしたエピソードが知られている（詳細は陳毅#エピソードの項目を参照）。
- 文化大革命中に刊行された古典作品にも、〈出版説明〉などと称するまえがきのなかで、語録の文章が引用されて、その古典の批判的摂取のための理論づけがなされた（1973年に刊行された『梁書』など）。
- 新約聖書、コーラン、共産党宣言などと並ぶ大ベストセラーである。1966年3月から1976年8月までの間に約65億冊が印刷された[2]（部数に関しては諸説ある）。
- 世界へ毛沢東思想を普及すべく、各言語への翻訳版も出版された。中国少数民族向けのモンゴル語版ウイグル語版チベット語版チワン語朝鮮語版等のほか、日本語版、英語版、ロシア語版、フランス語版、ドイツ語版、アラビア語版など、主要言語のほか、エスペラント版や点字版、知的障害者向けに文章が単純化された版も存在した。
- 1億人を超える中国国民が利用しているApp Storeで最もダウンロードされ、中国共産党中央宣伝部とアリババが共同開発したクイズアプリ[3]｢学習強国｣は、その毛主席語録との類似性から Little Red App とも呼ばれている[4][5]。
- 1969年、山口県の中学校教諭が卒業記念として生徒に毛語録を配布したことがあった。翌年、教諭は地方公務員法に違反したとして懲戒免職処分を受けている[6]。